# Wyndham New Yorker Hotel

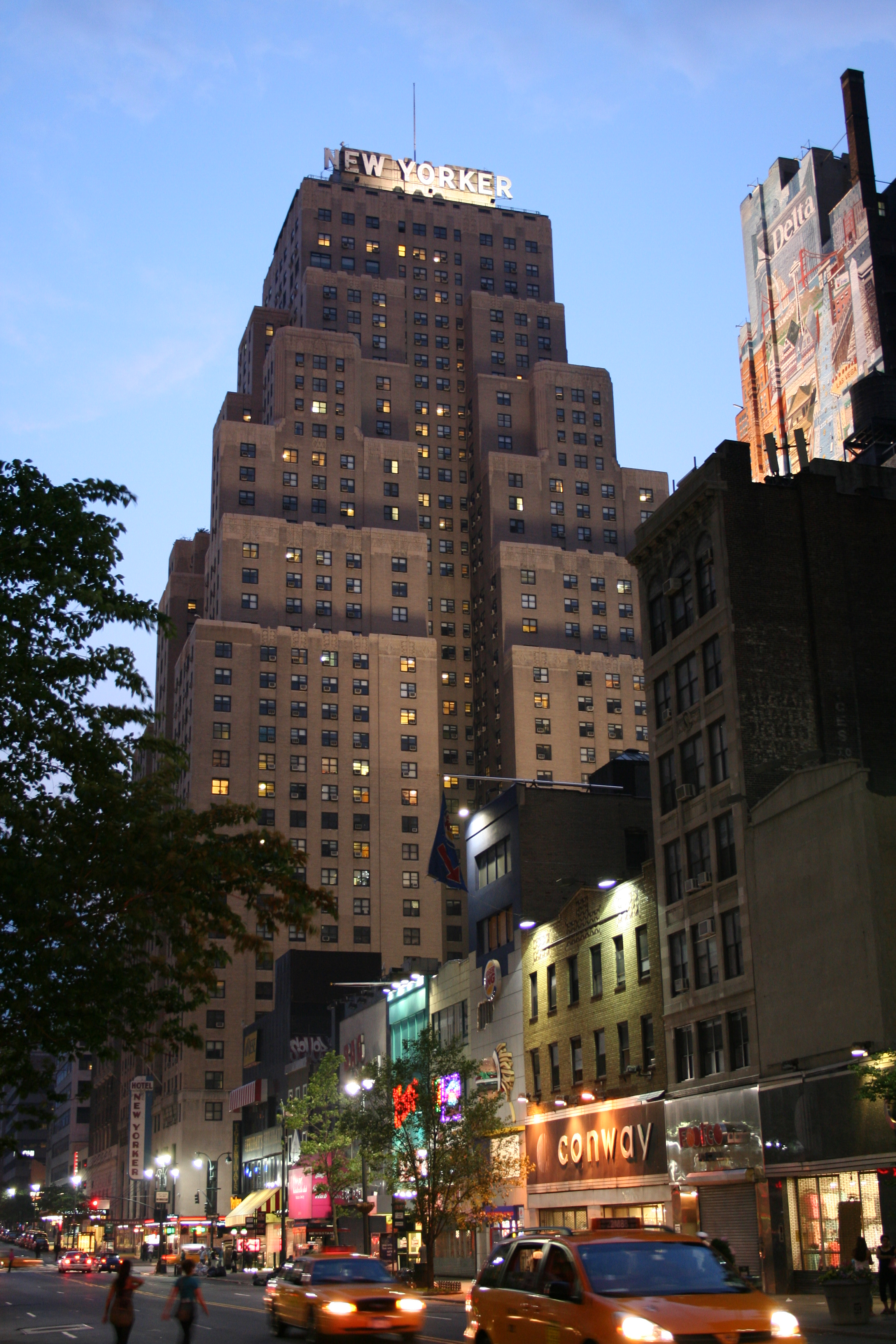
El hotel de noche.

The New Yorker Wyndham Hotel es un hotel histórico situado en el número 481 de la Octava Avenida, en Nueva York, Estados Unidos. El hotel de 43 pisos de estilo art déco, fue inaugurado en 1930 y tiene un total de 1083 habitaciones, situado en los distritos Garment District y Hell's Kitchen de Manhattan, cerca de la Estación Pensilvania, Madison Square Garden, Times Square y el Empire State Building. El edificio de 93 000 m² cuenta con dos restaurantes y aproximadamente 3100 m² de espacio de conferencias. Desde su reapertura como hotel en 1994, se han invertido aproximadamente 100 millones de dólares en obras de renovación, incluyendo el vestíbulo y las habitaciones así como la modernización de la infraestructura. La Iglesia de la Unificación compró el edificio en 1975, y en 2014, pasó a formar parte de la cadena Wyndham Hotels & Resorts.
Debido a su llamativa marquesina y su proximidad al Edificio Empire State, aparece en muchas películas.

## Historia

### Construcción y primeros años
El Hotel New Yorker, fue construido por el promotor del Garment Center Mack Kanner. Cuando el proyecto se anunció en 1928, el edificio diseñado por Sugarman y Berger iba a contar con 38 plantas, con un presupuesto estimado de 8 millones de dólares. No obstante, cuando se completó en 1929, el edificio había aumentado a 43 plantas y un coste final de 22,5 millones y contenía 2500 habitaciones, convirtiéndolo en el hotel más grande de la ciudad durante muchos años. El pionero en la gestión hotelera Ralph Hitz fue elegido como su primer gerente, que eventualmente se convirtió en presidente de la National Hotel Management Company. Un anuncio para el edificio se jactaba de que «los botones eran rápidos como West Pointers» y de «que había una radio en todas las habitaciones, con una selección de cuatro emisoras». Fue un botones del New Yorker, Johnny Roventini, el que trabajó como promotor comercial para empresa tabacalera Philip Morris durante veinte años, haciendo famosa la campaña de publicidad «Call for Philip Morris».
El hotel abrió sus puertas el 2 de enero de 1930. Al igual que sus contemporáneos, el Edificio Empire State (1931) y el Edificio Chrysler (1930), el New Yorker fue diseñado en el estilo art déco, estilo muy popular durante los años 1920 y 1930. En su libro New York, 1930 , Robert A. M. Stern dijo que "las fachadas prácticamente sin ornamentos del New Yorker consistían en la alternancia de bandas verticales de ladrillo gris cálido con ventanas, dando una impresión de masas audazmente modeladas. Este efecto se acentuó con los profundos patios de luces interiores, lo que produjo un poderoso juego de luz y sombra, que se veía reforzado por una espectacular iluminación nocturna". Además de los salones de baile había diez comedores privados y cinco restaurantes con 35 chefs. La peluquería era una de las más grandes del mundo con 42 sillas y 20 manicuristas. El edificio contaba con 95 operadores de centralita telefónica y 150 personas trabajando en una lavandería que se encargaba de hasta 350 000 piezas de ropa diarias.

### Últimos años

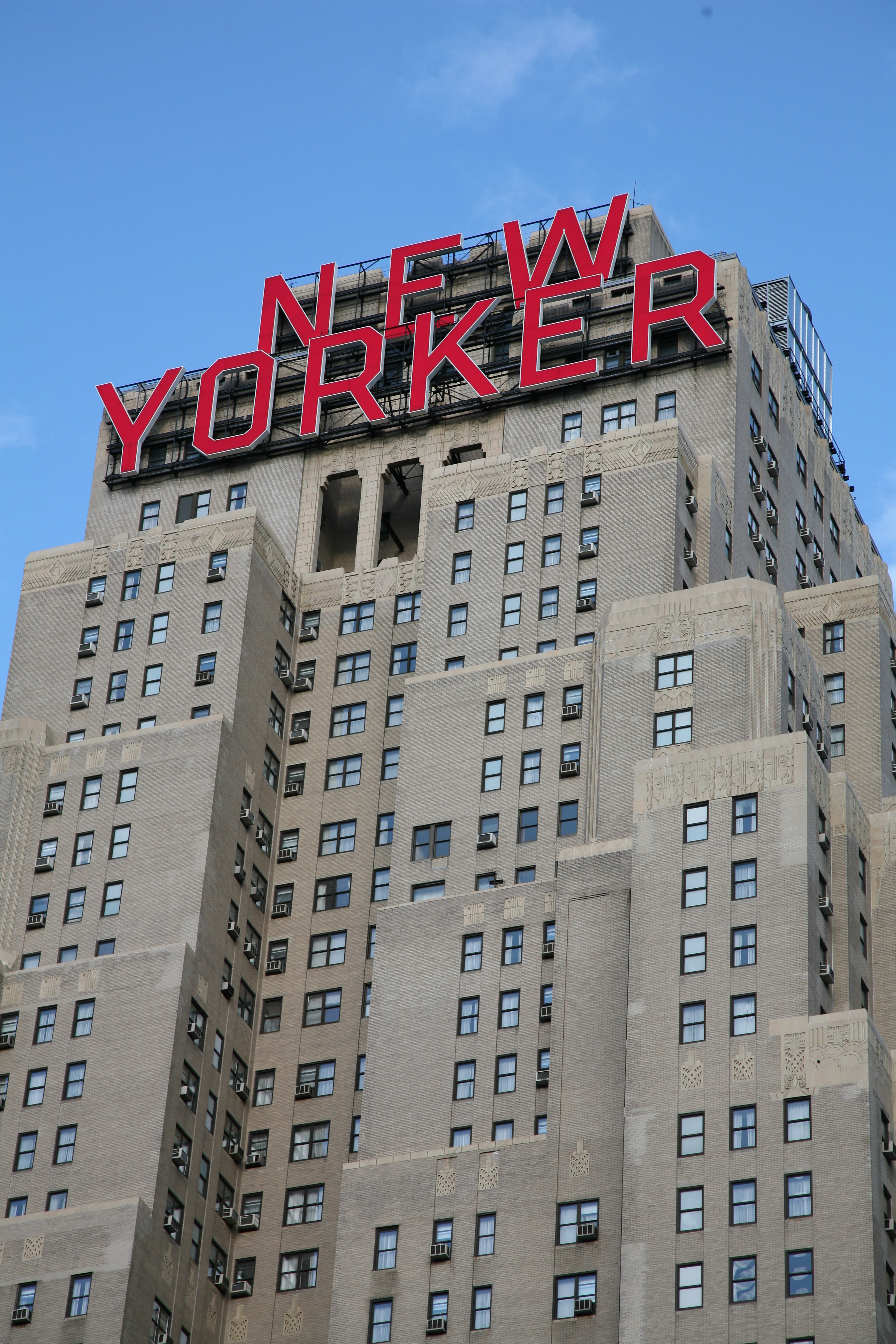
Primer plano de la torre y su característico letrero luminoso.

A lo largo de las décadas de 1940 y 1950, el hotel era de los más reconocidos Nueva York. El New York Observer señaló que en el apogeo del edificio, «actores, celebridades, atletas, políticos, mafiosos, los luminosos y los tenebrosos —toda la plantilla de los Dodgers de Brooklyn durante las temporadas de gloria— acechaban los bares y salones de baile, o retozaban arriba en las habitaciones»; fue la sede de muchas Big Bands populares, como Benny Goodman y Tommy Dorsey, mientras que figuras notables, tales como Spencer Tracy, Joan Crawford y Fidel Castro se alojaron allí. El inventor Nikola Tesla pasó los últimos diez años de su vida recluido en la suite 3327, donde murió, dedicando gran parte de su tiempo a la alimentación de las palomas, reuniéndose ocasionalmente con algunos dignatarios. En los últimos años, Muhammad Ali se recuperaría allí después de su pelea en marzo de 1971 contra Joe Frazier en el Garden.
A pesar de su éxito, los cambios en la economía y demografía de Nueva York causaron que el edificio decayera lentamente y, como resultado, su propiedad cambió de manos varias veces. Fue comprado por la cadena de Hoteles Hilton en 1953 por 12,5 millones de dólares y después de una sentencia antimonopolio del gobierno federal, tuvo que ser vendido a los tres años, en 1956, por 20 millones de dólares a Massaglia Hoteles. En 1959, Massaglia vendió el hotel a un fondo de inversión conocido como New York Towers Ltd., que quebró, lo que permitió Hilton readquirir el edificio en 1967.
Para cuando Hilton volvió a adquirir el hotel, el pronunciado descenso de las grandes fortunas de Nueva York, junto con la construcción de hoteles nuevos y más modernos, provocó que el New Yorker dejara de ser rentable. A resultas de esto, Hilton cerró el hotel en abril de 1972.
Inicialmente quedó vacante, se formularon varias propuestas para el inmueble, incluyendo la transformación urbana como un desarrollo de viviendas de bajos ingresos, y un hospital. Finalmente, en 1975, fue comprado por la Iglesia de la Unificación de los Estados Unidos por 5,6 millones de dólares. La iglesia transformó gran parte del edificio para adaptarlo al uso de sus miembros.

### Generador de energía
Cuando inicialmente se construyó el Hotel New Yorker, este contaba con calderas de vapor de carbón y generadores suficientes para producir más de 2.200 kW de corriente continua de energía eléctrica. En su día fue la mayor planta generadora de electricidad privada de los Estados Unidos. Los propios generadores de corriente continua del hotel aún seguían en uso durante el Apagón del Noreste de 1965, pero a finales de los años 1960, el sistema de alimentación del hotel se modernizó y pasó a utilizar corriente alterna. En la ceremonia de inauguración celebrada el 25 de septiembre de 2008, el Instituto de Ingenieros Eléctricos y Electrónicos (IEEE) nombró la planta de energía de corriente continua del New Yorker Hotel como un Hito en la Ingeniería Eléctrica. Una placa de bronce que conmemora el logro fue regalada al hotel por la IEEE.

## Reapertura

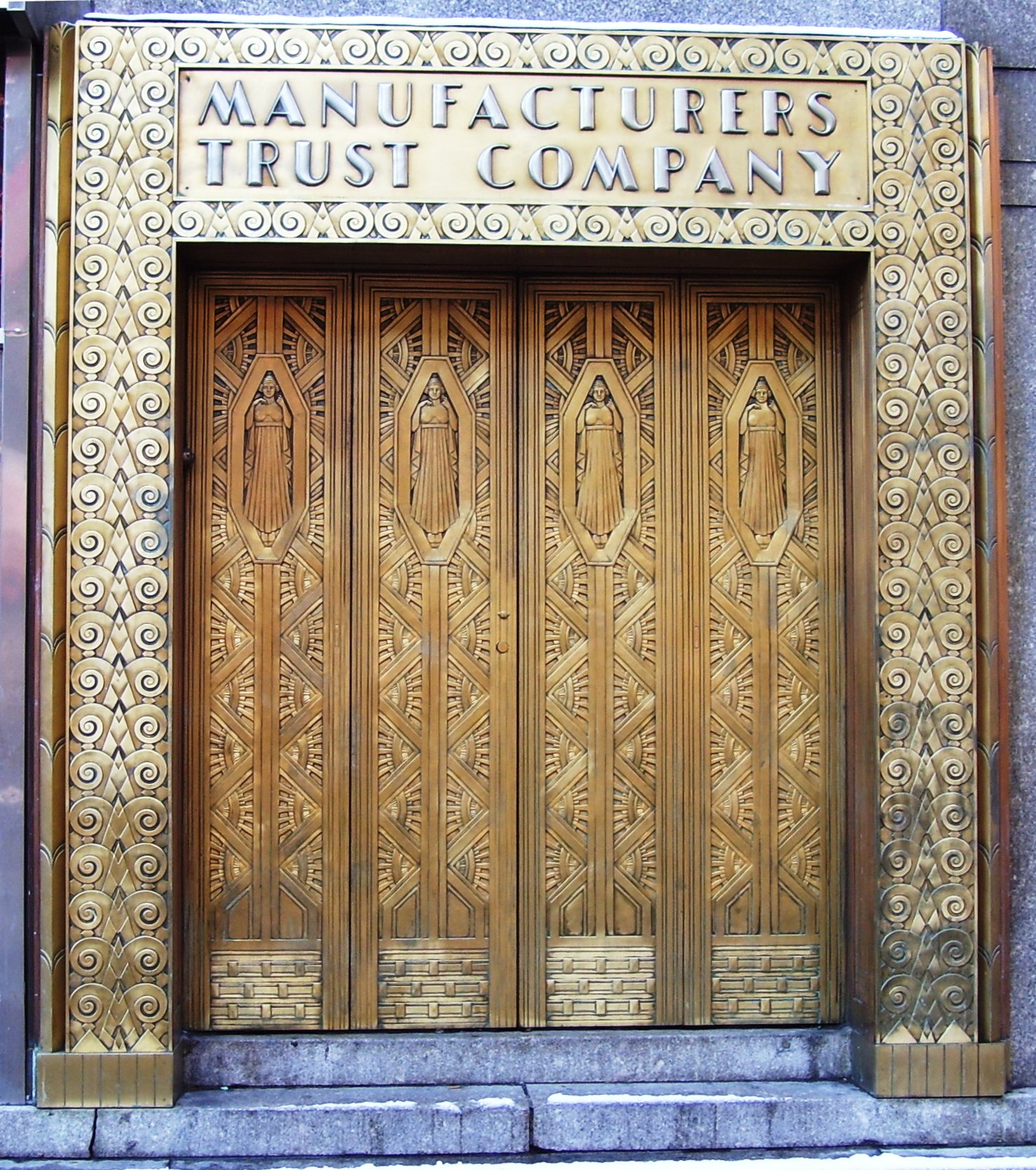
Entrada a la sucursal del antiguo Manufacturers Hanover Bank.

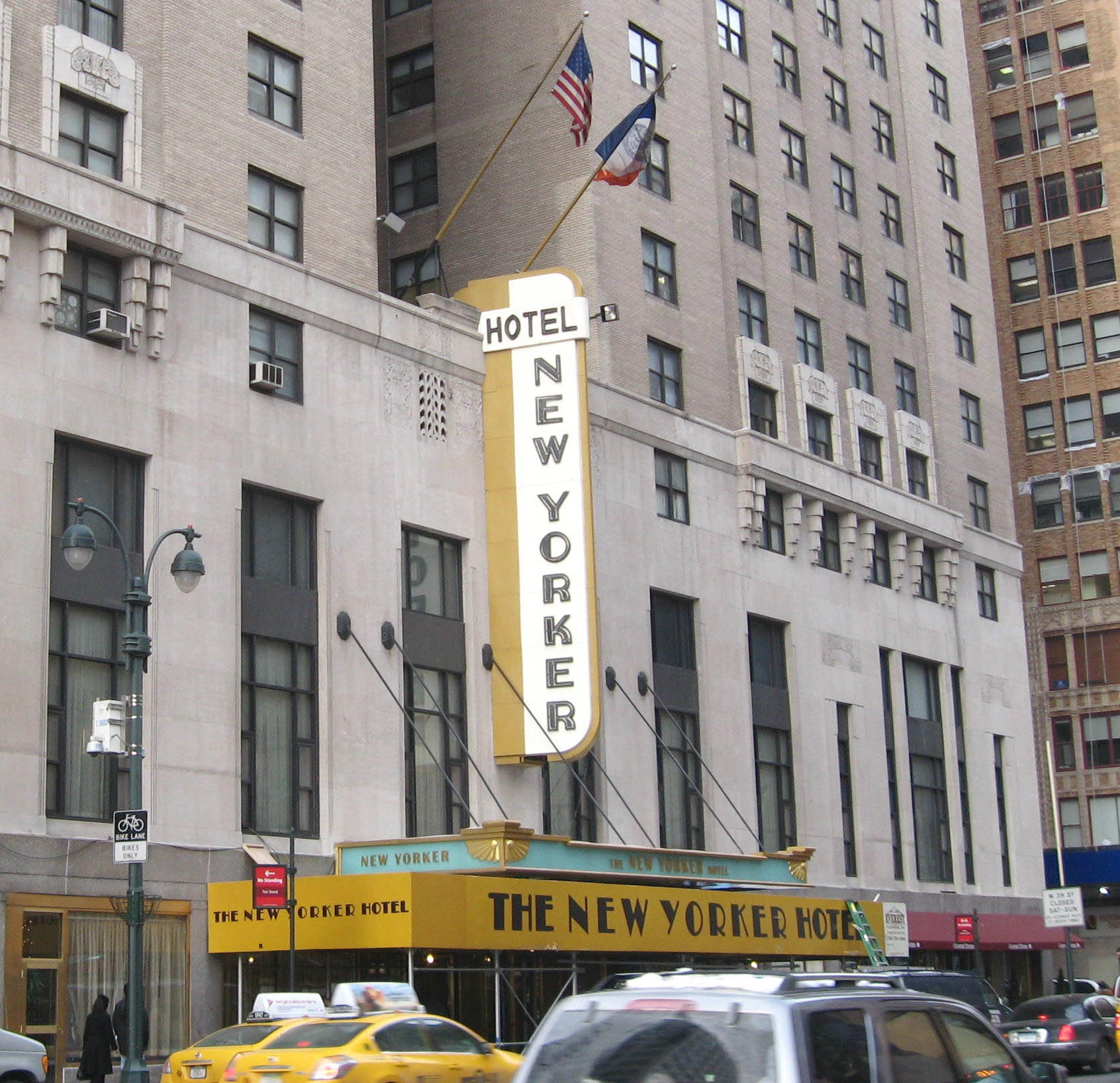
Entrada de la Octava Avenida.

En 1994, la Iglesia de la Unificación decidió convertir parte del edificio para destinarlo como hotel de nuevo y la New Yorker Hotel Management Company se hizo cargo de la gestión del edificio. Comenzó el mayor proyecto de renovación en los casi 65 años de historia del New Yorker, que se completó en 1999, con 20 millones de dólares en mejoras estructurales. El hotel se unió a la cadena hotelera Ramada en 2000.
En agosto de 2007, el hotel comenzó un segundo programa de renovaciones, que se completó en febrero de 2009, con un coste final de 70 millones de dólares. Estas mejoras incrementaron el número de habitaciones disponibles hasta 912 desde las únicas 178 que tenía en 1994, ubicadas en los pisos 19 a 40.
El proyecto de renovación fue diseñado por Stonehill & Taylor Architects. Las mejoras en el interior consistieron en la reestructuración y ampliación de habitaciones. Otras mejoras incluyen un renovado frontal de entrada, rediseño del vestíbulo, reconstrucción del hall de entrada y renovaciones en la sala de baile. El hotel también amplió su conexión Wi-Fi gratuita y PDA apoyo, y añadió pantallas planas de alta definición en todas las habitaciones. Además, las unidades individuales de aire acondicionado de las habitaciones fueron reemplazados por un moderno sistema centralizado de calefacción y refrigeración de aire en todo el hotel. En 2009, se añadió más espacio destinado a salas de conferencias a través de la conversión de una sucursal del desaparecido Manufacturarers Hanover Bank situada dentro del hotel, para un total de 3100 m² de espacio de reuniones dividido en dos salones de baile y doce salas de conferencias.
Desde que el Hotel New Yorker se unió a la cadena de Hoteles Wyndham en marzo de 2014, Wyndham ha llevado a cabo mejoras adicionales para el hotel, incluyendo renovaciones del vestíbulo y del restaurante, para atraer a más viajeros de negocios en previsión de la construcción del proyecto Hudson Yards al oeste.